# Sonic Battle
Sonic Battle (яп. ソニックバトル Соникку Батору, с англ. — «Соник: Битва») — видеоигра из серии Sonic the Hedgehog, разработанная компанией Sonic Team для портативной консоли Game Boy Advance. Игра была выпущена в 2003 году компанией Sega на территории Японии и в 2004 году компанией THQ в Северной Америке и Европе. Sonic Battle является четвёртой игрой серии, созданной для консоли Game Boy Advance, и второй игрой в жанре файтинга после Sonic the Fighters. Проект Sonic Battle был дважды переиздан как часть компиляции вместе с Sonic Advance и Sonic Pinball Party.
Сюжет Sonic Battle повествует о роботе-гизоиде по имени Эмерл, которого находит ёж Соник. Желая помочь роботу, Соник и его друзья начинают собирать семь Изумрудов Хаоса, чтобы вернуть Эмерлу всю его былую силу. Они защищают его от злобного доктора Эггмана, в планы которого входит использование Эмерла в своих личных целях, ибо робот — древнее оружие, по легендам чуть не уничтожившее весь мир. Игровой процесс Sonic Battle представляет собой бои между персонажами, которые происходят на полностью трёхмерных аренах, в то время как сами персонажи представлены в виде двухмерных спрайтов. Игроку даются на выбор десять персонажей: Соник, Тейлз, Наклз, Шэдоу, Руж, Эми, Крим, Хаос и роботы Хаос Гамма и Эмерл. Управляя одним из них, игрок должен победить соперника, нокаутировав его определённое количество раз.
Sonic Battle удостоилась в основном положительных отзывов от игровой прессы, которая в первую очередь хвалила хорошую графику, возможность кастомизации Эмерла и озвучивание, но критиковала низкую интерактивность арен, несбалансированность персонажей и музыкальное сопровождение. Сюжет Sonic Battle был адаптирован в двух сериях аниме-сериала «Соник Икс» и продолжен в игре Sonic Advance 3. Робот Эмерл появился в некоторых выпусках комикса Sonic the Hedgehog, а его происхождение и прошлое было раскрыто в игре Sonic Chronicles: The Dark Brotherhood.

## Игровой процесс

Арена «Library». Соник участвует в битве против Эмерла, Хаоса 0 и Наклза. В верхнем-левом углу отображается счётчик здоровья персонажа игрока (оранжевая линия), а над ним — счётчик «Ichikoro» (зелёная линия). В зависимости от режима игры, внизу экрана отображается количество нокаутов или оставшихся жизней каждого персонажа

В плане игрового процесса Sonic Battle заметно отличается от других игр серии и от первого файтинга о Сонике, Sonic the Fighters. Сражения проходят на трёхмерных аренах с двухмерными персонажами. Основная цель игры — победить всех соперников на арене, нокаутировав их определённое количество раз. Бои разделены на три категории: «KO» (нокаут), «Survival» (выживание) и «Time» (время). В битве за нокауты нужно первым набрать определённое количество нокаутов других персонажей, участвующих в бою. В режиме «Survival» необходимо победить всех атакующих персонажей, нокаутируя их до тех пор, пока у них не кончатся жизни. В сражении на время в режиме истории игроку требуется достичь определённой цели в течение некоторого времени, например, продержаться на арене одну минуту не попав под удар соперника, а в режиме битвы надо набрать наибольшее количество нокаутов за определённое время.
В бою могут участвовать до четырёх персонажей, которые могут объединяться в команды или биться в одиночку. Всего в Sonic Battle двенадцать арен: «Emerald Beach», «Tails’ Lab», «Chao Ruins», «Battle Highway», «Club Rouge», «Amу’s Room», «Library», «Metal Depot», «Holly Summit», «Colosseum», «Green Hill», и арена, на которой проходит схватка с финальным боссом игры в режиме истории. На всех локациях (за исключением финального босса и зоны «Holly Summit») есть объекты, на которые можно взобраться с помощью прыжка. Перед боем и после нокаута, необходимо выбрать в определённой последовательности три вида специальных атак — «Shot» (выстрел), «Power» (сила) и «Set» (установка) — и для каждой из них необходимо установить одно из трёх свойств: активизация в воздухе, на земле, и оборона. Сначала выбирается «земная» атака, затем — «воздушная», а в конце — блок. На распределение атак по категориям может даваться безграничное или ограниченное количество времени, в зависимости от ситуации. Затем, при возвращении игрока на арену после нокаута, выбирается место начала боя (хотя в самом начале битвы герои стоят в определённых компьютером точках). После этого начинается само сражение между персонажами.
У персонажей есть шесть способностей: атака, прыжок, защита, восстановление здоровья, рывок и специальная атака. При единственном нажатии кнопки консоли персонаж проводит «Light Attack», три нажатия дают комбо-приём. Комбо можно завершить «Heavy Attack», благодаря которой можно резко откинуть противника на дальнее расстояние; также приём можно проводить отдельно от комбо, с возможностью выбора направления, куда будет отброшен соперник. Для подбрасывания врага в воздух существует атака «Upper Attack». После проведения «Heavy Attack», игрок может перейти в позицию «Chase», чтобы опробовать в воздухе усиленную воздушную атаку, которая отбрасывает противника обратно на землю. Кроме того, персонаж в прыжке или во время рывка может провести обычную атаку. Рывок позволяет, к примеру, резко сократить дистанцию между игроком и противником. Также персонаж может на секунду перейти в защиту, чтобы заблокировать атаки соперника. Существует возможность разворота виртуальной камеры на 180 градусов и постепенного восстановления здоровья персонажа. В игре присутствует счётчик «Ichikoro», находящийся над полоской с очками жизни. При полном заполнении этого счётчика, персонаж может нокаутировать оппонента особым приёмом с одного удара. Однако это правило не распространяется на случаи, когда для атаки используется тип специального приёма, заблокированный противником. Например, если игрок использует наземную атаку, то этот приём используется соперником на автоблокировании. Блокировать специальные приёмы как с полной шкалой, так и без неё, можно и обычной защитой. «Ichikoro» заполняется во время получения урона от атак противников, успешной защиты от нападений соперника, и восстановлению здоровья. Если игроку удалось заблокировать особый приём противника, у которого полностью заполнена шкала, то после этого счётчик самого игрока будет моментально заполнен.
Всего в игре пять режимов. В режиме истории («Story»), который доступен в перерывах между боями, игроки могут исследовать территорию, представленную в изометрической графике. Открытый мир разделён на несколько областей: Изумрудный город (англ. Emerald Town), Святая вершина (англ. Holy Summit), Центральный город (англ. Central City), Ночной вавилон (англ. Night Babylon) и Укрытие (англ. Gimme Shelter), хотя в каждой части истории доступны лишь некоторые области. Всего в режиме истории 8 сюжетных линий. В каждой из них игрок управляет либо главным персонажем главы (восемь глав — восемь персонажей, Хаос и Хаос Гамма не имеют глав), либо Эмерлом. В каждой местности есть особые места, где продолжается прохождение сюжета, либо проводятся тренировки вместе с другими персонажами или сражения с роботами E-121 Фи. После битв, в которых игрок управлял Эмерлом, начисляются очки опыта. За победу даётся одно очко, за победу без потери жизни — два очка, а если выиграть бой без потерь жизней или здоровья начисляются пять очков. При нахождении Изумруда Хаоса Эмерл получает десять очков. Эти очки позволяют использовать навыки, которые Эмерл скопировал у персонажей. Каждые навыки и способности робота представлены в виде карт, и разделены на два показателя — скорость и сила. Карты можно получить как награду за победу в сражении. Кроме умений, Эмерл также может быть перекрашен в цвета персонажей игры.
Кроме истории, в Sonic Battle также присутствуют следующие режимы: «Battle», «Challenge», «Training» и «Mini Games». В «Battle» проходит сражение с тремя другими персонажами под управлением компьютера или другими игроками. «Challenge» по смыслу очень схож со стандартным для файтингов режимом «Arcade»: необходимо победить в определённом количестве сражений против различных персонажей. Всего представлено пять сражений. Режим поделён на три уровня сложности, и чем он выше, тем сильнее враги на арене. «Training» представляет собой режим обучения, а «Mini Games» содержит набор из нескольких мини-игр: «Soniclash!», «Fly & Get», «Mine Hunt», «Treasure Island», «Speed Demon». Вначале доступна лишь мини-игра «Soniclash!», остальные открываются путём прохождения режима «Story». Каждая мини-игра предлагает ограниченное количество играбельных персонажей. В большинстве мини-игр поддерживается мультиплеер, для которого необходимо подсоединить несколько приставок Game Boy Advance с помощью специального кабеля, и только «Mine Hunt» доступна для одного игрока. «Soniclash!» представляет собой некое подобие пинбола, где персонажи, скрученные в клубок, должны выбить своих соперников за пределы поля. Побеждает игрок, оставшийся на поле. В «Fly & Get» персонажи летят в воздухе, попутно уворачиваясь от препятствий и собирая золотые кольца. Главной задачей является собрать больше колец, чем у соперников. Мини-игра «Mine Hunt» абсолютно идентична игре «Сапёр»: управляя ехидной Наклзом, игроку необходимо пробурить все ячейки, не содержащие мин. Если попасть на ячейку с миной, мини-игра заканчивается. Если ячейка не содержит мину, то в ней может находиться число, указывающее на количество мин рядом с этой ячейкой. В «Mine Hunt» несколько этапов, и с каждым новым этапом количество мин увеличивается на одну. В мини-игре «Treasure Island» нужно первым найти три сокровища, а в «Speed Demon» — первым прийти к финишу гонки.

## Сюжет

Весь сюжет игры базируется вокруг нового персонажа Эмерла (на илл.), являющегося мощным оружием, по легендам уничтожившем почти всех своих современников

### Персонажи
Всего в Sonic Battle представлено десять игровых персонажей, один из которых — Эмерл — является новичком в серии. С начала игры доступно восемь персонажей, а при прохождении режима истории открываются ещё два дополнительных героя. Каждая история открывается после завершения предыдущей, и, в отличие от большинства игр серии, является её продолжением, а не изложением сюжета со стороны другого персонажа.
- Эмерл (яп. エメル Эмэру, англ. Emerl) — главный герой и, при этом, финальный босс игры. Древний робот-гизоид, созданный как оружие невероятной силы[24]. Главной способностью является копирование умений других персонажей[25]. Не озвучен.
- Ёж Соник (яп. ソニック・ザ・ヘッジホッグ Соникку дза Хэдзихоггу, англ. Sonic the Hedgehog) — синий ёж, протагонист серии. Именно он первым находит Эмерла и устанавливает с ним «связь»[23]. Вместе со своими друзьями заботится о роботе и охраняет его от доктора Эггмана.
- Майлз Прауэр (яп. マイルス・パウアー Майрусу Пауа:, англ. Miles Prower), более известный как Тейлз (яп. テイルス Тэйрусу, англ. Tails) — двухвостый лисёнок, лучший друг Соника. Является одарённым техником и изобретателем, из-за чего Соник сразу после нахождения Эмерла относит его к Тейлзу для починки[23].
- Ехидна Наклз (яп. ナックルズ・ザ・エキドゥナ Наккурудзу дза Экидуна, англ. Knuckles the Echidna) — ехидна-силач и соперник Соника. На протяжении истории часто помогает роботу-гизоиду с тренировками в качестве спарринг-партнёра[26].
- Эми Роуз (яп. エミー・ローズ Эми: Ро:дзу, англ. Amy Rose) — грозная девушка и поклонница Соника. Принимает Эмерла за «ребёнка» Соника, посчитав, что последний, таким образом, готовится к роли отца и созданию их будущей семьи — мечте Эми[27].
- Крольчиха Крим (яп. クリーム・ザ・ラビット Кури:му дза Рабитто, англ. Cream the Rabbit) — маленькая девочка-кролик, всюду следующая вместе со своим лучшим другом — чао по имени Чиз. Живёт вместе с Эми. Впервые знакомится с Эмерлом, когда ежиха приглашает его к себе домой для тренировок по боксу[28].
- Летучая мышь Руж (яп. ルージュ・ザ・バット Ру:дзю дза Батто, англ. Rouge the Bat) — профессиональная воровка драгоценностей и секретный агент центрального правительства. Узнав об Эмерле, пытается украсть его, чтобы сделать из него своего помощника по кражам и воровству[29].
- Ёж Шэдоу (яп. シャドウ・ザ・ヘッジホッグ Сядо: дза Хэдзихоггу, англ. Shadow the Hedgehog) — высшая форма жизни, создание профессора Джеральда Роботника. Зная о страшном предназначении робота-гизоида, пытается найти и остановить его, прежде чем тот полностью восстановится и снова начнёт сеять разрушения по всему миру[27][30].
- Хаос Гамма[К 2] (яп. カオス ガンマ Каосу Гамма, англ. Chaos Gamma) — идентичная по внешнему виду копия робота E-102 Гаммы из Sonic Adventure. В отличие от оригинала, копия работает не от жизненной силы запечатанного внутри животного, а от Изумруда Хаоса[31]. Также, в отличие от Гаммы, полностью повинуется Доктору Эггману[32]. Открываемый персонаж.
- Хаос (яп. カオス Каосу, англ. Chaos) — легендарное бессмертное существо состоящее из воды и первый охранник Мастера Изумруда. Неожиданно возвращается из неоткуда после угроз Эггмана уничтожить Землю. Особой активности, однако, не проявляет[33]. Открываемый персонаж.
- Доктор Эггман (яп. ドクタアエッグマン Докута: Эггуман, англ. Doctor Eggman) — главный антагонист игры и всей серии, а также мини-босс сюжетного режима. Находит древнего робота-гизоида Эмерла и планирует использовать его в своих целях, но в итоге выкидывает его посчитав того сломанным[34]. Заметив насколько сильным стал Эмерл после того как его нашёл Соник, решает вернуть гизоида обратно[32][35].

Также в режиме истории присутствуют копии Эмерла под названием E-121 Фи (яп. ファイ Фай, англ. E-121 Phi), полностью повторяющие внешний вид робота-гизоида, отличаясь только раскраской. Герои игры не раз путают Хаос Гамму с его «предком» — E-102 Гаммой. В Sonic Battle также имеются персонажи, у которых отсутствует визуальное отображение — они находятся «за кадром», но, тем не менее, участвуют в диалогах: президент Соединённых Республик, охранник Центральной лаборатории и сотрудники бара, кинотеатра, отеля, казино и клуба Руж. В сюжете игры упоминаются дедушка Эггмана, профессор Джеральд Роботник (яп. ジェラルド・ロボトニック Дзэрарудо Роботоникку, англ. Gerald Robotnik), и робот E-123 Омега (яп. オメガ Омэга, англ. E-123 Omega). Также в Sonic Battle можно встретить и Омочао (яп. オモチャオ Омотяо, англ. Omochao), которого Крим использует в нескольких своих атаках.

### История
История начинается с момента, когда доктор Эггман выкидывает неработающего робота-гизоида, так как считает его бесполезным. На пляже робота замечает ёж Соник и, видя его плачевное состояние, он относит свою находку для починки к Тейлзу. Как выясняет лисёнок, этот робот работает от Изумрудов Хаоса и способен копировать боевые техники других людей. Соник называет гизоида Эмерлом в честь Изумрудов Хаоса, и команда решается найти для него несколько камней, чтобы тот стал более корректно работать. Взяв один изумруд у Наклза, Эмерл смог говорить отдельные фразы. После этого Тейлз, в попытке узнать о находке больше, снова отводит его в Центральную лабораторию. После сканирования, компьютер идентифицирует Эмерла как гизоида — древний тип роботов-разрушителей. Затем герои узнают от Руж, что если собрать все семь Изумрудов Хаоса, вставить их в гизоида и перезапустить его, то Эмерл превратится в обычного безобидного робота.
Впоследствии герои встречают копии Эмерла, созданных Эггманом, под названием E-121 Фи, а также роботов-стражников, являющихся копиями E-102 Гамма. Роботы Фи работают от осколка Изумруда Хаоса, а Соник и его друзья, встречая приспешников Эггмана на своём пути, собирают эти осколки, восстанавливают из них изумруды, и потом отдают их Эмерлу. Кроме того, на пути главных героев часто встречается Хаос Гамма — копия E-102 Гаммы, но без его воспоминаний и работающий от Изумруда Хаоса. На протяжении всей истории Эмерл встречает остальных друзей и соперников Соника: ехидну Наклза, с которым робот практикуется в сражениях; летучую мышь Руж, которая украла его и пытается сделать из него профессионального вора; Эми Роуз, принявшая гизоида за «ребёнка» Соника и провозгласившая себя его «матерью» и крольчиху Крим, похищенную вместе с ним доктором Эггманом. В итоге для робота главные герои смогли собрать шесть Изумрудов Хаоса, а последний, седьмой камень, находится у Шэдоу. Если Эмерл соберёт все семь изумрудов, то вернёт себе всю свою силу пробудится его настоящая разрушительная сущность.
Чтобы предотвратить неблагоприятные события, Шэдоу лично отправляется за гизоидом. Он находит Соника и рассказывает ему всю правду о разрушительной природе Эмерла, а тот переубеждает ежа не уничтожать робота, говоря, что несмотря на то, что они были созданы как оружие, у обоих есть доброе сердце. Синий ёж отпускает гизоида с Шэдоу, чтобы они вместе смогли найти способ сделать из Эмерла обычного робота. После исследования вместе с Руж архивов дедушки Эггмана, Джеральда Роботника, персонажи узнают, что Джеральд вместил в Шэдоу и Эмерла «душу», идентичную его внучке Марии. Однако с роботом дела обстояли хуже: Роботник не смог полностью разобраться в системе робота, и поэтому у него не получилось полностью изменить его. Несмотря на это, он всё же нашёл решение: создал специальную программу, при активации которой все разрушительные функции гизоида игнорировались. Кодом активации были слова «Bring hope to humanity» (рус. Дай человечеству надежду), и его нужно было активировать сразу же после поглощения Эмерлом последнего седьмого камня. Шэдоу отдаёт свой изумруд Эмерлу и активирует код. После этого робот продолжает жить обычной жизнью.
Несмотря на всё произошедшее, доктор Эггман не оставляет своих планов по порабощению Эмерла. Постройка нового оружия, «Final Egg Blaster», была завершена, и учёный придумывает план по поимке робота. Он приходит к Сонику и Эмерлу и говорит, что последний ему более не нужен, и теперь, благодаря новому оружию, сможет установить свою власть над миром. Из-за неполной зарядки телепортатора, Тейлз смог отправить на базу Эггмана, «Death Egg» (рус. Яйцо Смерти), только Эмерла. В итоге гизоид сходится в битве со злобным доктором и побеждает его. Эггман просит пощадить его и одновременно активирует свой бластер. С помощью него доктор уничтожает все звёзды, находящиеся по близости. Эггман говорит, что согласно дневникам его деда, установить «связь» с гизоидом можно также продемонстрировав ему невероятную силу. Но, неожиданно для него, Эмерл выходит из себя и, вместо подчинения, отправляется к бластеру. Программа, блокирующая его функции по уничтожению, даёт сбой, и робот собирается взорвать родную планету Соника. К тому времени заряд телепортатора частично восстановился и ёж отправляется останавливать Эмерла. После битвы к Эмерлу возвращается его былая личность, но из-за сильных повреждений робот взрывается. Все его друзья шокированы произошедшим, но Соник уверен, что когда-нибудь они ещё встретят своего нового друга.

## Разработка и выход игры
Sonic Battle была разработана студией Sonic Team для портативной консоли Game Boy Advance (GBA). Процессом разработки руководил дизайнер Томоюки Хаяси, а продюсировал проект тогдашний глава Sonic Team Юдзи Нака. Сценарий был написан сотрудником Sega Асахико Кикути. Ведущим программистом стал Ёсихико Тоёсима, в роли художников выступили Юдзи Уэкава и Хисанобу Комэтани. Разработка игры была завершена к концу 2003 года, в «Год Соника» (англ. The Year of Sonic).
Sonic Battle является второй игрой серии, выполненной в жанре файтинга (первой была Sonic the Fighters для аркадных автоматов), и по этой причине геймплей значительно отличается от предыдущих частей франшизы. Уровни представлены в трёхмерной графике, а персонажи в двухмерной. Разработчики создали несколько арен, где персонажи сражаются друг против друга, и открытый мир с изометрической графикой, в котором можно исследовать определённую территорию. Помимо одиночной игры, команда создала многопользовательский режим до четырёх игроков. В роли главных героев выступают персонажи из дилогии Sonic Adventure. Кроме того, в Sonic Battle появилась крольчиха Крим из Sonic Advance 2, вернулся ёж Шэдоу, который в Sonic Adventure 2 трагически погиб, и представлен впервые робот по имени Эмерл.
Музыкальное сопровождение к игре написали японские композиторы Тацуюки Маэда, Кэнъити Токои и Хидэаки Кобаяси. Несмотря на то, что альбом с композициями Sonic Battle выпущен не был, трек под названием «Sonic Stage», являющийся сопровождением для арены «Emerald Beach», был включён в альбом-сборник History Of Sonic Music 20th Anniversary Edition, изданный 7 декабря 2011 года.
Игра была анонсирована 28 апреля 2003 года. На выставках Electronic Entertainment Expo (E3) и Tokyo Game Show игроки могли пройти демоверсию. К 15 мая 2003 года Sonic Battle была завершена только на 20 %. Релиз Sonic Battle в 2003 году состоялся только в Японии, в других странах она появилась в начале 2004 года и была издана компанией THQ. С января 2004 года издательством Shogakukan выпускались книги, где содержалось руководство и дополнительная информация по игре. В 2005 году игра была переиздана в составе двух сборников — 2 Games in 1: Sonic Advance + Sonic Battle вместе с Sonic Advance и Double Pack: Sonic Pinball Party & Sonic Battle вместе с Sonic Pinball Party.

## Озвучивание
Бо́льшая часть актёров, озвучивавших героев для Sonic Adventure 2, также приняла участие в создании Sonic Battle. Несмотря на отсутствие полноценного озвучивания, реплики героев часто сопровождаются определёнными фразами, не являющимися частью самого диалога. Несмотря на то, что в титрах игры указываются исключительно японские сэйю, все персонажи игры говорят на английском языке.
| Персонаж                      | Японский актёр озвучивания | Английский актёр озвучивания |
| ----------------------------- | -------------------------- | ---------------------------- |
| Ёж Соник                      | Дзюнъити Канэмару          | Райан Драммонд               |
| Ёж Шэдоу                      | Кодзи Юса                  | Дэвид Хамфри                 |
| Майлз «Тейлз» Прауэр          | Рё Хирохаси                | Уильям Коркери               |
| Ехидна Наклз                  | Нобутоси Канна             | Скотт Драйер                 |
| Эми Роуз                      | Таэко Кавата               | Дженифер Дуиллард            |
| Доктор Айво «Эггман» Роботник | Тикао Оцука                | Дим Бристоу                  |
| Летучая мышь Руж              | Руми Отиай                 | Лани Минелла                 |
| Крольчиха Крим                | Саяка Аоки                 | Сара Вульфек                 |
| Хаос Гамма                    | Тайтэн Кусуноки            | Джон Сент-Джон               |

## Восприятие
| Сводный рейтинг       | Сводный рейтинг |
| Агрегатор             | Оценка          |
| --------------------- | --------------- |
| GameRankings          | 69,06 %         |
| Game Ratio            | 67 %            |
| Metacritic            | 69/100          |
| MobyRank              | 69/100          |
| Иноязычные издания    |                 |
| Издание               | Оценка          |
| 1UP.com               | B+              |
| AllGame               | [ 9 ]           |
| EGM                   | 5,5/10          |
| Game Informer         | 6/10            |
| GamePro               | 3,5/5           |
| GameSpot              | 7,7/10          |
| GameSpy               | [ 68 ]          |
| GameZone              | 7,8/10          |
| IGN                   | 8/10            |
| Nintendo Power        | 3,7/5           |
| PALGN                 | 4/10            |
| Русскоязычные издания |                 |
| Издание               | Оценка          |
| «Страна игр»          | 6/10            |

Sonic Battle получила смешанные, но в основном положительные отзывы от критиков. На Metacritic файтинг получил 69 баллов из 100 возможных и 69,06 % от GameRankings. Среди плюсов игры отмечались графика, возможность редактирования набора способностей Эмерла и наличие частичного озвучивания. Минусами были названы низкая интерактивность арен и несбалансированность персонажей. В январе 2004 года IGN поставил Sonic Battle на второе место среди лучших игр для Game Boy Advance за месяц.
Рецензент 1UP.com, Кевин Гиффорд, назвал использование 3D-графики, в которой представлены все арены, одной из положительных черт Sonic Battle. Трёхмерные арены, наряду с частичным озвучиванием персонажей, помогают игре произвести на игрока «неизгладимое впечатление». Критик из GameZone поставил каждому аспекту игры отдельную оценку — графика была удостоена оценки в 7,8 баллов из 10 возможных. Обозреватель отметил хорошую детализацию двухмерных персонажей и анимацию их движений и атак. В это же время трёхмерная графика подверглась некоторой критике: арены были названы размытыми и пресными, а из-за объектов соперник мог пропасть с поля зрения игрока просто зайдя за них. Крейг Харрис из IGN поставил графике оценку в 8 баллов, назвав 3D-движок игры «простым, но эффективным». Взаимодействие двухмерных спрайтов персонажей с трёхмерными аренами также удостоились похвалы, однако критик посчитал, что анимации персонажей недостаёт плавности. От представителя сайта GameSpy графика получила только хорошие отзывы.
Многие критики сравнивали игровой процесс Sonic Battle с другим файтингом, Super Smash Bros.. Харрис поставил игровому процессу 8 баллов из 10. Игровая система была названа довольно простой, но удовлетворяющей. Критик похвалил наличие возможности просмотра игровой статистики. В конце рецензии было отмечено, что Sonic Battle — неплохая игра, заслуживающая сиквела. В отличие от IGN, журналист из GameZone оценил игровой процесс ниже, поставив ему 7,5 баллов из 10, жалуясь в основном на небольшое количество возможных действий, но хорошо отозвался о возможности редактирования способностей Эмерла. Гиффорд похвалил геймплей за лёгкость освоения, однако посчитал персонажей не сбалансированными, приведя в пример слишком слабого Наклза и чересчур сильную Эми. В своём обзоре Фрэнк Прово заметил, в отличие от Super Smash Bros., в Sonic Battle был значительно меньший уровень взаимодействия с аренами, но это не особо портило игру, так как сама боевая система была выполнена хорошо. В обзоре от GameSpy игровой процесс, в целом, получил положительную оценку. Из минусов рецензент выделил минимальное взаимодействие с аренами и отсутствие на них каких-либо дополнительных эффектов.
Смешанные отзывы от прессы получила история игры. Гиффорд расхвалил сюжетный режим, сказав, что для многих фанатов Соника история будет являться стимулом для покупки игры. Обозреватель из GameZone похвалил файтинг за концепцию постепенного улучшения боевых навыков Эмерла, хоть и это, по его мнению, может занять долгое время. Харрис причислил к плюсам сюжетного режима возможность редактирования робота. Сдержанный отзыв об истории оставила Яна Сугак из журнала «Страна игр». Рецензентка посчитала сюжетную составляющую игры скучной и слишком долгой, заявив, что «очередная история о том, как доктор Роботник планирует захватить мир, достойна лишь мусорной корзины». Большинство критиков тепло отнеслись к появлению нового персонажа, Эмерла. В обзорах игры от GameZone и IGN робот и возможность его редактирования были удостоены положительных оценок. Однако Сугак назвала гизоида «противным жёлтым роботом» и не разделила мнений коллег относительно возможности редактирования, заявив, что многочасовой сбор приёмов других персонажей лишь «сведёт игрока с ума».
Музыкальное сопровождение также получило неоднозначные отзывы. От журналиста из IGN звук и музыка получили 7 баллов из 10. В обзоре GameZone критик поставил композициям и звуковым эффектам оценку в 7,3 балла из 10, отметив, что они получились довольно хорошими и отлично вписывались в игру, но ничего особенного из себя не представляли. Представитель из GameSpy положительно отозвался о звуковых эффектах, но музыку подверг резкой критике, назвав ужасающей и сравнив MIDI-звуки электрогитары со звуками, издаваемыми белками.

### Влияние
Сюжет Sonic Battle был адаптирован в 45 и 46 сериях аниме «Соник Икс». Эмерл также появился в серии комиксов Sonic the Hedgehog от компании Archie Comics. История Эмерла была продолжена в Sonic Advance 3, где доктор Эггман создаёт из остатков гизоида его преемника, робота Гемерла. Прошлое Эмерла до его нахождения профессором Джеральдом рассказывается в Sonic Chronicles: The Dark Brotherhood. А вскоре после выхода Sonic Battle в Японии, одна из мини-игр файтинга, «Fly & Get», стала прототипом мобильной игры Tails’ Flying Get, доступной в сервисе Sonic Cafe.